# Jaeger Corps (Dinamarca)
Los Jaeger Corps, también conocidos como Huntsmen Corps (en Danés: Jægerkorpset) es una fuerza de operaciones especiales Danesa, parte del Comando de Operaciones Especiales de las Fuerzas Armadas de Dinamarca y anteriormente integrados en el Ejército Real de Dinamarca. Los Jaeger Corps están acuartelados en la Base Aérea de Aalborg. 
Los Jaeger Corps llevan a cabo un conjunto de misiones especializadas, entre las que se encuentran la guerra no convencional, reconocimiento especial, acciones directas y contraterrorismo. 
El entrenamiento de los Jaeger es similar al del SAS Británico y al del 75.º Regimiento Ranger de Estados Unidos.

## Historia
Los Jaeger Corps tienen sus orígenes en 1785. Frente a las amenazas emergentes de Suecia, Prusia y Gran Bretaña, Dinamarca creó una fuerza de infantería ligera integrada por cazadores y leñadores llamada "Jaeger Corps of Zealand". El cuerpo existió en varias formas hasta que fue rehecho en su forma actual en 1962, cuando el Mayor P.B. Larsen y el Teniente Primero Jørgen Lyng fueron los dos primeros en completar el programa de entrenamiento.
Durante 1960 la Guerra Fría estaba en su pleno apogeo. Dinamarca decidió crear una unidad de fuerzas especiales con el fin de recopilar información durante el llamado "Período Gris", una fase anterior a la guerra entre los países del Pacto de Varsovia y la OTAN. Los Jaeger Corps se crearon el 1 de noviembre de 1961 con el objetivo principal de operar como una unidad de patrulla de reconocimiento de largo alcance, con reconocido prestigio a nivel internacional por sus habilidades en operaciones paracaidistas.En la era posterior a la Guerra Fría los Jaeger se desplegaron por primera vez en 1995 en Sarajevo con un equipo de seis francotiradores. Durante los años posteriores a la Guerra Fría, de 1992 a 1995, los Jaeger se transformaron en una unidad de operaciones especiales.
Los Jaeger han participado en operaciones especiales en los Balcanes (1993-2007), Iraq (2003-2008), Afganistán (2001) y África.
Tras el advenimiento de la Guerra contra el Terrorismo, los Jaeger se modernizaron para enfrentar mejor la creciente amenaza del terrorismo global. De este modo mejoraron sus capacidades en tácticas antiterroristas, al tiempo que mantuvieron su excelencia en operaciones de reconocimiento.
En 2002 los Jaegers fueron enviados a Afganistán como parte de la contribución Danesa (Task Group Ferret) a las operaciones conjuntas Task Force K-Bar, junto con los Frogman Corps. Durante estas operaciones los Jaeger participaron en reconocimientos, observaciones, captura de objetivos de alta prioridad e incursiones de acción directa en asentamientos talibanes y de Al-Qaeda.Como parte del Task Force K-Bar, los Jaeger recibieron la Placa Presidencial a la Unidad Distinguida el 7 de diciembre de 2004 por sus esfuerzos como parte del grupo especial de operaciones especiales conjuntas en Afganistán.
El primer Jaeger fallecido en combate fue en 2013 cuando un miembro fue alcanzado por una explosión en Afganistán. Cuatro Jaeger habían fallecido previamente en accidentes ocurridos durante unos entrenamientos.
El número de integrantes de la unidad es confidencial pero, al parecer, es bastante pequeño. Esto hace que el proceso de selección sea mucho más difícil debido a que la unidad no necesita una gran cantidad de miembros de reemplazo.

## Selección y entrenamiento
La selección para los Jaeger Corps se lleva a cabo una vez al año y dura unos 18 meses. La tasa de deserción es de alrededor del 90 %. El Programa de Selección, Evaluación y Cualificación se divide en diferentes fases.
- Prueba de Selección Básica (Dos días)

Antes de asistir a la formación los candidatos deben aprobar ciertas pruebas escritas (redacciones personales, inglés, matemáticas); entrevista psicológica; pruebas básicas de educación física (test de Cooper, test "Yo-Yo", prueba central) y examen médico.
- Primer Curso previo (5 días)

Introduce al candidato en los ámbitos tratados en el programa de patrulla y se centra en aquellos aspectos en los que el aspirante ha de mejorar (orientación, natación, etc.)
Los requisitos de admisión para el curso preliminar son:
- Prueba física: Igual que el componente de educación física de la Selección Básica.

- Prueba de marcha: 30 km con mochila de 20 kg en menos de seis horas.

- Prueba de natación: 1.000 metros estilo braza en 25 minutos como máximo.

- Natación subacuática: a 25 metros de profundidad.

- Segundo Curso previo (2 días)

Más formación y evaluación en los campos tratados anteriormente.
- Tercer Curso previo (2 días)

Más formación y evaluación en los temas cubiertos anteriormente con requisitos más estrictos.
- Curso de Patrulla (8 semanas)

Esta es la fase del entrenamiento donde ocurre la mayor parte del desgaste (alrededor del 60 %). Se pone a prueba la fortaleza física y mental de los candidatos. Los aspirantes deben superar una serie de situaciones que consisten en misiones de acción directa y reconocimiento especial que se utilizan para evaluar sus habilidades en los siguientes campos: Tiro, Inserción/extracción de helicóptero, Inserción/extracción marítima (botes inflables rígidos, bote de goma), orientación (técnica, teórica), orientación carrera/marcha (diurna/nocturna), marcha de larga distancia, habituación al agua fría (7-10 °C/natación de combate, entrenamiento de core, demolición, habilidades médicas, supervivencia, pruebas de autoconfianza, ejercicio de patrulla. Este curso ha de completarse a un nivel satisfactorio para poder continuar con el programa de aspirante.
- Curso de Selección (8 semanas)

Los candidatos reciben formación en apertura de puertas cerradas con cargas de demolición o con escopeta, combate cuerpo a cuerpo, demolición y disparo.
Durante esta fase los candidatos se someten a un programa físico estructurado diseñado para aumentar sus capacidades hacia el logro de estándares físicos estrictos. Se destacan las marchas y carreras de mayor distancia. Durante el Curso de Patrullaje y Selección el candidato correrá un promedio de 2.000 kilómetros. La prueba final consiste en una marcha de 60 km cargando con un mínimo de 40 kilos de equipamiento y tiene que completarlo en un tiempo máximo permitido de 12 horas.
Además, los candidatos deben completar 2 marchas de 50 km con 40 kilos de equipo en un máximo de 48 horas sobre terreno variado. Los aspirantes nadan una media de 45 km en piscina y/o en el mar durante estas fases de entrenamiento.Si se consigue superar el programa el aspirante recibe su "corneta" para que la adhiera a su boina.
- Curso básico de paracaidismo (2 semanas)

Los candidatos que superan el Programa de Selección se someten a dos semanas de entrenamiento de paracaidismo en línea estática.
- Curso de Natación de Combate (2 semanas)

El curso es impartido por los Frogmen Corps. El curso de selección se completa con una prueba de autoconfianza (caída en cuerda desde 18 metros) después de lo cual los candidatos reciben la insignia de los Jaeger.
Los candidatos exitosos reciben la codiciada boina granate que indica la finalización del entrenamiento y la designación como Jaeger.
El curso de selección se completa con una prueba de confianza en sí mismo (caída de la cuerda desde 18 metros/22 yardas) después de lo cual los candidatos reciben la insignia del Cuerpo Jaeger.
Los candidatos que han conseguido superar el programa reciben la codiciada boina granate que indica el final del entrenamiento y la designación como Jaeger.
Aproximadamente el 10% de los candidatos completan con éxito el programa y pasan a ser miembros de pleno derecho de los Jaeger Corps. El exitoso Jaeger continúa en el "ala" de formación para emprender su entrenamiento individual durante su primer año (de prueba). Durante este tiempo recibirán formación en Operaciones de Paracaidismo a Gran Altitud (HAPO), Paracaidismo a Gran Altitud-Baja Apertura (HALO) y Paracaidismo a Gran Altitud-Alta Apertura (HAHO), entrenamiento en el medio ambiente (desértico e invernal), entrenamiento en infiltración avanzada (en montaña, con vehículo no táctico, en esquí y con helicóptero de ala rotatoria), formación como Controlador de Ataque Terminal Conjunto y en habilidades adicionales de comunicación. A los nuevos miembros de los Jaeger Corps también se les instruye en un sistema de combate cuerpo a cuerpo llamado Man-To-Man Combat, que fue desarrollado en 1992 por Peter Hedegaard en colaboración con dos de los instructores de combate cuerpo a cuerpo de los Jaeger Corps.

## Insignia y estatus
Los Jaeger Corps llevan una boina granate con un emblema de latón que representa una corneta de cazador sobre un forro de fieltro negro. Después de un año de servicio satisfactorio y entrenamiento en el cuerpo, al soldado se le concede el parche de hombro "JÆGER" y puede llamarse a sí mismo por este nombre. La insignia de la unidad es un cuerno de caza en recuerdo a los cazadores y leñadores fundadores del cuerpo.
Los Jaeger Corps cuentan con aproximadamente 150 soldados altamente cualificados con experiencia en contraterrorismo, demolición, natación de combate, paracaidismo HAHO-HALO, infiltración, sabotaje, reconocimiento y muchas otras tácticas diversas. Los Jaeger entrenan regularmente con las fuerzas especiales de otros países, como los SEALs de la Armada de Estados Unidos, la Fuerza Delta del Ejército de Estados Unidos, el SAS Británico y el grupo naval de fuerzas especiales Danesas (los Frogman Corps). La estructura organizacional y el modus operandi de los Jaeger Corps están basados en el SAS Británico.
Su eslogan en Latín dice "Plus esse, quam simultatur", traducido al Danés como "Hellere at være, end at synes"  (en castellano: "Mejor ser, que ser visto"); lo que significa que las capacidades del soldado no tienen que ser ampliamente reconocidas ni que se alardee de ellas. Solo son más efectivos si son desconocidas.

## Entrenamiento conjunto internacional
Como la mayoría de las Fuerzas de Operaciones Especiales occidentales, los Jaeger participan regularmente en operaciones conjuntas de entrenamiento con otras fuerzas de operaciones especiales de la OTAN y de la Coalición. Entre estos ejercicios están las patrullas de reconocimiento por toda Europa, entrenamiento de supervivencia en el Ártico, técnicas de inserción con helicópteros, técnicas de inserción con paracaídas, entrenamiento de rescate de rehenes, entrenamiento de apoyo aéreo cercano, entrenamiento médico y otras habilidades específicas de las fuerzas especiales.